# Verrallina gibbosa
Verrallina gibbosa är en tvåvingeart som först beskrevs av Mercedes Delfinado 1967.  Verrallina gibbosa ingår i släktet Verrallina och familjen stickmyggor. Inga underarter finns listade i Catalogue of Life.